# Стогово (горы)
Стогово (макед. Стогово) — горный массив в западной части Северной Македония. Его высочайшая вершина — гора Голем-Рид (2273 м). Другие высокие вершины: Бабин-Сырт (2241 м), Стогово (2218 м), Канеш (2216 м) и ещё 7 пиков, высотой более 2000 метров над уровнем моря. Горы расположены между долинами рек Чёрный Дрин на западе и Сатеска на востоке. На севере хребет граничит с горами Бистра-Планина. На юге горы Стогово через седловину соединяются с хребтом Караорман, образуя единый массив площадью 522 км².
Стогово является молодым горным хребтом, он образовался в период альпийской складчатости. В период плейстоцена горы были затронуты оледенением, и теперь там присутствуют ледниковые формы рельефа: цирки, ледниковые долины и морены. В цирке находятся три ледниковых озера: Верхнее, Нижнее и озеро Маруша. В горах Стогово развиты железные руды, датируемые ордовиком.
Растительность в горах произрастает поясами: у подножья — произрастают лиственные леса (преимущественно дубовые и буковые), выше их сменяют горные леса, а у самых вершин находятся альпийские луга, которые используются в качестве пастбищ. В 2012 восточных склонах гор Стогово были обнаружены балканские рыси — исчезающий подвид обыкновенной рыси.
До гор Стогово можно легко добраться на автобусе, который отправляется из столицы Северной Македонии Скопье в город Дебар, в место под названием «Бошков мост». Природа в этом регионе сохранилась практически нетронутой, поскольку горы находятся далеко от крупных населённых пунктов страны, и их не часто посещают альпинисты.